# Hypodactylus mantipus
Hypodactylus mantipus es una especie de anfibio anuro de la familia Craugastoridae.

## Distribución geográfica
Esta especie es endémica de Colombia. Habita entre los 800 y 2400 m de altitud en los departamentos de Cauca, Valle del Cauca, Chocó, Risaralda, Quindío, Caldas y Antioquia en la Cordillera Occidental y Central.

## Descripción
El holotipo mide 33 mm.

## Publicación original
- Boulenger, 1908 : Descriptions of new Batrachians and Reptiles discovered by Mr. M. G. Palmer in South-western Colombia. Annals and Magazine of Natural History, sér. 8, vol. 2, n.º 12, p. 515-522[5]